# Rząd Rosena Żelazkowa
Rząd Rosena Żelazkowa – 105. rząd w historii Bułgarii funkcjonujący od 16 stycznia 2025.
Między kwietniem 2021 a październikiem 2024 w Bułgarii siedmiokrotnie odbywały się wybory parlamentarne. Po ostatnich z nich kolejny raz odbyły się długotrwałe negocjacje nad utworzeniem rządu. Ostatecznie koalicję zawarły centroprawicowa partia GERB, Bułgarska Partia Socjalistyczna (BSP) oraz ugrupowanie Jest Taki Lud (ITN). Większość w parlamencie zapewniła frakcja APS – powstała na bazie frakcji Ruchu na rzecz Praw i Wolności skupionej wokół Achmeda Dogana. 15 stycznia 2025 prezydent Rumen Radew powierzył partii GERB pierwszy mandat do utworzenia rządu. Tego samego dnia jej kandydat na premiera Rosen Żelazkow przedstawił również listę kandydatów na członków gabinetu.
16 stycznia 2025 Zgromadzenie Narodowe udzieliło wotum zaufania rządowi (większością 125 głosów „za”), który rozpoczął urzędowanie tego samego dnia.

## Skład rządu
- premier: Rosen Żelazkow (GERB)[4]
- wicepremier, minister innowacji i wzrostu: Tomisław Donczew (GERB)
- wicepremier: Atanas Zafirow (BSP)
- wicepremier, minister transportu i komunikacji: Grozdan Karadżow (ITN)
- minister finansów: Temenużka Petkowa (GERB)
- minister spraw wewnętrznych: Danieł Mitow (GERB)
- minister spraw zagranicznych: Georg Georgiew (GERB)
- minister rozwoju regionalnego i robót publicznych: Iwan Iwanow (BSP)
- minister pracy i polityki socjalnej: Borisław Gucanow (BSP)
- minister obrony: Atanas Zaprjanow (GERB)
- minister sprawiedliwości: Georgi Georgiew (GERB)
- minister edukacji i nauki: Krasimir Wyłczew (GERB)
- minister zdrowia: Siłwi Kiriłow (ITN)
- minister kultury: Marian Baczew (ITN)
- minister rolnictwa i żywności: Georgi Tachow (GERB)
- minister ochrony środowiska i zasobów wodnych: Manoł Genow (BSP)
- minister gospodarki i przemysłu: Petyr Diłow (ITN)
- minister energetyki: Żeczo Stankow (GERB)
- minister ds. e-administracji: Walentin Mundrow (GERB)
- minister turystyki: Mirosław Borszosz (GERB)
- minister młodzieży i sportu: Iwan Peszew (BSP)